# Pepillo Salcedo
Pepillo Salcedo es un municipio de la República Dominicana, que está situado en la provincia de Monte Cristi.

## Localización
Pepillo Salcedo está localizado junto a la frontera con la República de Haití, en la desembocadura del río Masacre. 

## Límites
Municipios limítrofes:
|                        | Norte: Océano Atlántico y Monte Cristi |                    |
| Oeste: Ferrier (Haití) |                                        | Este: Monte Cristi |
|                        | Sur: Dajabón                           |                    |

## Población
La población de Pepillo Salcedo era de 9.245 habitantes, según el Censo del año 2002, de los cuales 4.688 hombres y 4.557 mujeres. La población urbana es de 3.716 habitantes, siendo la población rural de 5.529 habitantes. 

## Distritos municipales
Está formado por el distrito municipal de:
| Nombre          | Código   |
| --------------- | -------- |
| Pepillo Salcedo | 04150501 |

## Historia
Antiguamente conocido como Manzanillo, por encontrarse su principal núcleo de población próximo a la bahía de Manzanillo, fue elevado a cabecera de municipio el 1 de enero de 1950, modificando su nombre un año más tarde para pasar a ser llamado Pepillo Salcedo, en honor del presidente de la República, José Antonio Salcedo.

Bahía de Manzanillo

## Clima
El clima de la provincia es semiárido con una temperatura promedio de 26,5 °C y un promedio de precipitación anual de 700 mm. La evaporación media es 1800 mm., lo que determina el gran déficit hídrico en la zona. Este clima se debe principalmente a los vientos alisios que soplan desde el noreste.

## Economía
La principal actividad económica del municipio es la agricultura especialmente dedicada al banano para la exportación. La Grenada Company  construyó un puerto en el año 1948 llamado “Puerto Libertador”  para la exportación de banano y latas de purés de banano. Hoy en día se importan cargas a granel seca (clinker) y la exportación de contenedores refrigerados, especialmente bananos. El puerto posee más de 220 metros de muelles y ya fue aprobada su ampliación para este año 2023. Actualmente se construye un puerto(muelle) alterno al Puerto Libertador, en el cual se descargara gas natural para ser utilizado en las dos plantas eléctricas (Energía 2000 y Manzanillo Power Land) que se están construyendo en el municipio y para abastecer del combustible los barcos en la ruta hacia Europa, todo ello, por las prohibiciones medioambientales europeas, de no aceptar ningún barco con gasoil, Pepillo Salcedo es y será un municipio portuario y energético, entre otras empresas que se están instalando.